# 牧牛者小経
『牧牛者小経』（ぼくぎゅうしゃしょうきょう、巴: Cūḷagopālaka-sutta, チューラゴーパーラカ・スッタ）とは、パーリ仏典経蔵中部に収録されている第34経。『小放牛経』（しょうほうぎゅうきょう）、『小牧牛者経』（しょうぼくぎゅうしゃきょう）とも。
釈迦が、比丘たちに、自身を牛飼いに喩えて仏道について説く。

## 日本語訳
- 『南伝大蔵経・経蔵・中部経典1』（第9巻） 大蔵出版
- 『パーリ仏典 中部（マッジマニカーヤ）根本五十経篇II』 片山一良訳 大蔵出版
- 『原始仏典 中部経典1』（第4巻） 
中村元監修 春秋社